# نوام الکیس
نوام دیوید اِلکیس (به انگلیسی: Noam David Elkies) (زاده ۲۵ اوت ۱۹۶۶) یک ریاضیدان آمریکایی و استاد ریاضیات در دانشگاه هاروارد است. در سن ۲۶ سالگی، او جوانترین استادی شد که در هاروارد تصدی مسئولیت کرد. او همچنین استاد ملی شطرنج و مؤلف شطرنج است.

## اوایل زندگی
الکیس از پدری مهندس و مادری معلم پیانو به دنیا آمد. او به مدت سه سال در دبیرستان استایوسنت در شهر نیویورک شرکت کرد قبل از فارغ‌التحصیلی در سال ۱۹۸۲ در سن ۱۵ سالگی. یک کودک اعجوبه در سال ۱۹۸۱، در سن ۱۴ سالگی، مدال طلای بیست و دومین المپیاد بین‌المللی ریاضی را دریافت کرد و نمره کامل ۴۲ را دریافت کرد، که یکی از جوان‌ترین مدال آورانی بود که تا به حال این کار را انجام داده‌است. او به دانشگاه کلمبیا رفت، جایی که در شانزده سال و چهار ماهگی برنده مسابقه پاتنام شد و او را به یکی از جوان‌ترین همیار پاتنام در تاریخ تبدیل کرد. او دو بار دیگر در طول سال‌های کارشناسی خود به عنوان همیار پوتنام بود. او در سال ۱۹۸۵ فارغ‌التحصیل رشته بدرودگوی (به انگلیسی: valedictorian) کلاس خود شد. سپس دکترای خود را در سال ۱۹۸۷ تحت نظارت بندیکت گراس و باری مازور در دانشگاه هاروارد به دست آورد.
از سال ۱۹۸۷ تا ۱۹۹۰ او عضو جوان انجمن یاران هاروارد بود. 

## کار در ریاضیات
در سال ۱۹۸۷، او ثابت کرد که یک منحنی بیضوی بر روی اعداد گویا در تعداد بی‌نهایت اعداد اول ابرتکین است. در سال ۱۹۸۸، او یک مثال متضاد برای حدس جمع توان‌های اویلر برای توان‌های چهارم پیدا کرد. کار او بر روی این مسائل و مسائل دیگر باعث‌شد تا در سال ۱۹۹۰ به عنوان دانشیار در هاروارد شناخته شود. او در سال ۱۹۹۳ در سن ۲۶ سالگی استاد دائم تمام  انتخاب شد. این امر او را به جوانترین استاد تمام در تاریخ هاروارد تبدیل کرد. او همراه با ای او ال اتکین الگوریتم شوف را برای ایجاد الگوریتم شوف-الکیس-اتکین گسترش داد.
الکیس همچنین ارتباط بین موسیقی و ریاضیات را مطالعه می‌کند. او عضو هیئت مشاوران مجله ریاضیات و موسیقی است. او بسیاری از الگوهای جدید را در بازی زندگی کانوی کشف کرده‌است و ریاضیات الگوهای طبیعت بی‌جان را در آن قانون خودکار سلولی مطالعه کرده‌است. الکیس از عضوپیوسته (به انگلیسی: associate) لاول هاوس هاروارد است.
الکیس کاشف (یا مشترک کاشف) بسیاری از منحنی‌های بیضی دارای رکورددار فعلی و گذشته‌است، از جمله منحنی با بالاترین حد پایین شناخته شده (≥۲۸) در رتبه خود، و منحنی با بالاترین رتبه دقیق شناخته‌شده (= 20).

## جوایز و افتخارات
در سال ۱۹۹۴ او به عنوان سخنران دعوت‌شده در کنگره بین‌المللی ریاضیدانان در زوریخ بود. در سال ۲۰۰۴ او جایزه لستر آر فورد و جایزه لوی ال کونانت را دریافت کرد. در سال ۲۰۱۷ به عضویت آکادمی ملی علوم انتخاب شد.